# والنتین بوریسوف
والنتین بوریسوف (انگلیسی: Valentyn Borysov; ۲۰ ژوئیهٔ ۱۹۰۱ – ۱۹۸۸ (۸۶−۸۷ سال)) آهنگساز اهل اتحاد جماهیر شوروی سوسیالیستی بود.